# Acrocercops perturbata
Acrocercops perturbata là một loài bướm đêm thuộc họ Gracillariidae. Nó được tìm thấy ở Peru và Brasil. Nó được miêu tả bởi Edward Meyrick năm 1921.